# Kay Arne Stenshjemmet
Kay Arne Stenshjemmet (* 9. August 1953 in Lillestrøm, Skedsmo, Akershus) ist ein ehemaliger norwegischer Eisschnellläufer.
Stenshjemmet feierte seinen ersten internationalen Erfolg 1973 mit dem Gewinn der Bronzemedaille bei der Juniorenweltmeisterschaft. Der Durchbruch bei den Senioren gelang ihm 1976 mit dem Europameistertitel im Mehrkampf. Bei den im gleichen Jahr stattfindenden Olympischen Winterspielen in Innsbruck trat er über 500 Meter, 1000 Meter und 1500 Meter an. Dabei erreichte er die Plätze 21, 22 und 11. In den folgenden Jahren gewann Stenshjemmet zweimal die Silbermedaille bei den Europameisterschaften 1977 und 1979. Die Mehrkampf-WM 1979 beendete er mit der Bronzemedaille im Mehrkampf. Im Jahr darauf konnte Stenshjemmet erneut den Europameistertitel im Mehrkampf gewinnen. Zusätzlich gewann er bei den Olympischen Winterspielen in Lake Placid jeweils die Silbermedaillen über 1500 Meter sowie 5000 Meter. 1981 konnte er ebenfalls Silber bei der Mehrkampfweltmeisterschaft erreichen und sicherte sich Bronze bei der Mehrkampfeuropameisterschaft.
Stenshjemmet wurde außerdem fünfmal norwegischer Meister, davon vier Mal im Mehrkampf (1976, 1977, 1978, 1981) und 1976 im Sprint.

## Persönliche Bestzeiten
| Strecke  | Zeit         | Datum           | Ort       |
| -------- | ------------ | --------------- | --------- |
| 00500 m  | 38,20 s      | 31. März 1981   | Harbin    |
| 01.000 m | 1:17,50 min  | 31. März 1981   | Harbin    |
| 01.500 m | 1:56,18 min  | 10. Januar 1981 | Davos     |
| 03.000 m | 4:07,22 min  | 16. Januar 1981 | Davos     |
| 05.000 m | 6:56,90 min  | 19. März 1977   | Almaty    |
| 10.000 m | 14:57,30 min | 19. Januar 1980 | Trondheim |